# Зустрічний вогонь (фільм)
Зустрічний вогонь (англ. Backfire!) — американська комедія 1995 року, пародія на фільм «Зворотна тяга» (англ. Backdraft)

## Сюжет
Джеремі Джексон, син працівниці з пожежної команди, що складається з одних жінок, страшно переживає через те, що він був винен у дитинстві в загибелі своєї матері на гасінні пожежі. Коли він стає дорослим то йде працювати у пожежну команду.

## У ролях
| Актор                    | Роль                    |
| ------------------------ | ----------------------- |
| Джош Мозбі               | Джеремі Джексон         |
| Роберт Мітчум            | Маршал Марк Маршалл     |
| Кеті Айрленд             | Джессіка Лувінтріст     |
| Теллі Савалас            | Найзліша людина         |
| Шеллі Вінтерс            | лейтенант Гуд           |
| Мері МакКормак           | Сара Джексон            |
| Джон Крістіан Інгвордсен | Том Тобіас, (Тед Левіс) |
| Джеффрі Говард           | коронер / голос         |
| Мішель Міллер            | Кеті                    |
| Марісса Коупленд         | Ангела                  |
| Трейсі Дуглас            | Коллін                  |
| Лейн Валентіно           | мер                     |